# Patrícia Faria
Patricia Faria (Luanda, 3 de dezembro de 1981 ) é uma cantora e radialista angolana.

## Biografia
Começou a carreira como integrante do grupo Gingas do Maculusso. Deixou o conjunto para seguir carreira solo, e no ano de 2003, lançou o seu primeiro disco, Emé Kia, com repertório basicamente de sembas mas também com toques de kizomba e soul. Em 2009, lançou o seu segundo álbum, Baza Baza.
Interpreta canções nos idiomas kimbundu e umbundu.
_
É locutora da Rádio Luanda, na qual apresenta o programa diário Jovial Cidade que possui o famoso quadro Ouvi Dizer  e o semanal Sábado Azul. Em 2011, linday